# Имение
Имението е
1. голям феодален имот — земята заедно с жилището и стопанството;[1] или
2. голямо частно земеделско стопанство.[1]

В България се използва и думата чифлик, която е останала от времето на Османската империя. Чифлик и имение имат съвършено еднакво значние.

## Русия
В Русия по Указа за единонаследието през 1714 г. под названието имение са обединени:
- вотчините – формално безусловните феодални владения (въпреки че техните владелци още от 1555 г. са задължени да доставят опълчение пропорционално на размера на поземления имот), и
- поместията – условните владения (появили се в края на XV век, наследствени от началото на XVI век).

Специалните видове имения – родови, резерватни и майоратни, имат историческо развитие, отделени в законодателството на Руската империя в особени видове поземлени владения.
Имението в руския смисъл на думата е съпоставимо с правния институт на чифлика в Османската империя и в България.